# رایان کی
رایان کی (انگلیسی: Ryan Key؛ زادهٔ ۱۷ دسامبر ۱۹۷۹) یک موسیقی‌دان اهل ایالات متحده آمریکا است.